# 馬龍尼禮天主教約旦宗主教代牧區
馬龍尼禮天主教約旦宗主教代牧區是一個服務約旦馬龍尼禮東儀天主教教友的宗主教代牧區。
代牧區成立於1996年10月5日，2010年有兩個堂區、兩名司鐸、1,500名教友。現任宗主教代牧為穆薩‧哈吉。